# Pendemtenga
Pendemtenga est une commune rurale située dans le département de Zitenga de la province de l'Oubritenga dans la région Plateau-Central au Burkina Faso.

## Santé et éducation
Pendemtenga accueille un centre de santé et de promotion sociale (CSPS). Le centre médical avec antenne chirurgicale (CMA) de la province se trouve à Ziniaré.